# 井川町辻
井川町辻（いかわちょうつじ）は、徳島県三好市の町名。郵便番号は779-4801。

## 地理
三好市の北東部に位置。東は井川町野津後流・井川町片山・井川町御領田、南は井川町井関、北は吉野川を挟んで三好郡東みよし町とそれぞれ接する。西境と南境には井内谷川が流れている。
また地域の中央を東西にJR徳島線と国道192号が通っている。西隣の井川町御領田にはJR辻駅が設置されている。

### 河川
- 吉野川
- 井内谷川

## 歴史
- 2006年（平成18年）3月1日 - 三好郡井川町が三野町・池田町・山城町・東祖谷山村・西祖谷山村と合併して三好市が発足し、現在の町名となる。

## 世帯数と人口
2021年（令和3年）11月30日現在の世帯数と人口は以下の通りである。
| 町丁     | 世帯数  | 人口  |
| -------- | ------- | ----- |
| 井川町辻 | 118世帯 | 264人 |

## 施設
- 三好市立辻小学校
- 美濃田大橋
- 辻の渡場跡
- 飯裏神社

## 交通

### 鉄道
- 最寄り駅はJR徳島線の辻駅。

### 道路
国道
- 国道192号

都道府県道
- 徳島県道140号大利辻線
- 徳島県道266号昼間辻線